# زيتون الأرض
زيتون الأرض أو معزرون هو جنس من كاسيات البذور من فصيلة السذابية، موطنها أوروبا وجزر الكناري.